# Shahrestān di Qa'enat
Lo shahrestān di Qa'enat o Qayenat (farsi شهرستان قائنات) è uno degli 11 shahrestān del Khorasan meridionale, il capoluogo è Qa'en. Lo shahrestān è suddiviso in 5 circoscrizioni (bakhsh): 
- Centrale (بخش مرکزی), con le città di Qa'en e Esfeden.
- Nimbeluk (بخش نیمبلوک), con le città di Khezri Dasht Beyaz e Nimbeluk.
- Sedeh (بخش سده), con la città di Arin Shahr.